# Cyrtinus humilis
Cyrtinus humilis là một loài bọ cánh cứng trong họ Cerambycidae.